# IC 5146
IC 5146（Caldwell 19）は、はくちょう座にある反射星雲、輝線星雲である。まゆ星雲(Cocoon Nebula)とも呼ばれる。また、特にIC 5146と言う時は星雲、コリンダー470(Collinder 470)という時は星団を表す。等級は、+10.0/+9.3/+7.2である。近傍には、裸眼で見えるはくちょう座π星やとかげ座の散開星団NGC 7209、明るい散開星団M39等がある。星団は約4000光年離れており、中心星は約10万年前に形成されたと考えられている。星雲は約12分の範囲に広がり、これは直径15光年に相当する。IC 5146を観測すると、暗黒星雲バーナード168と一体となって見え、暗い帯として西の方へ尾を引いたように見える。